# Космическое искусство

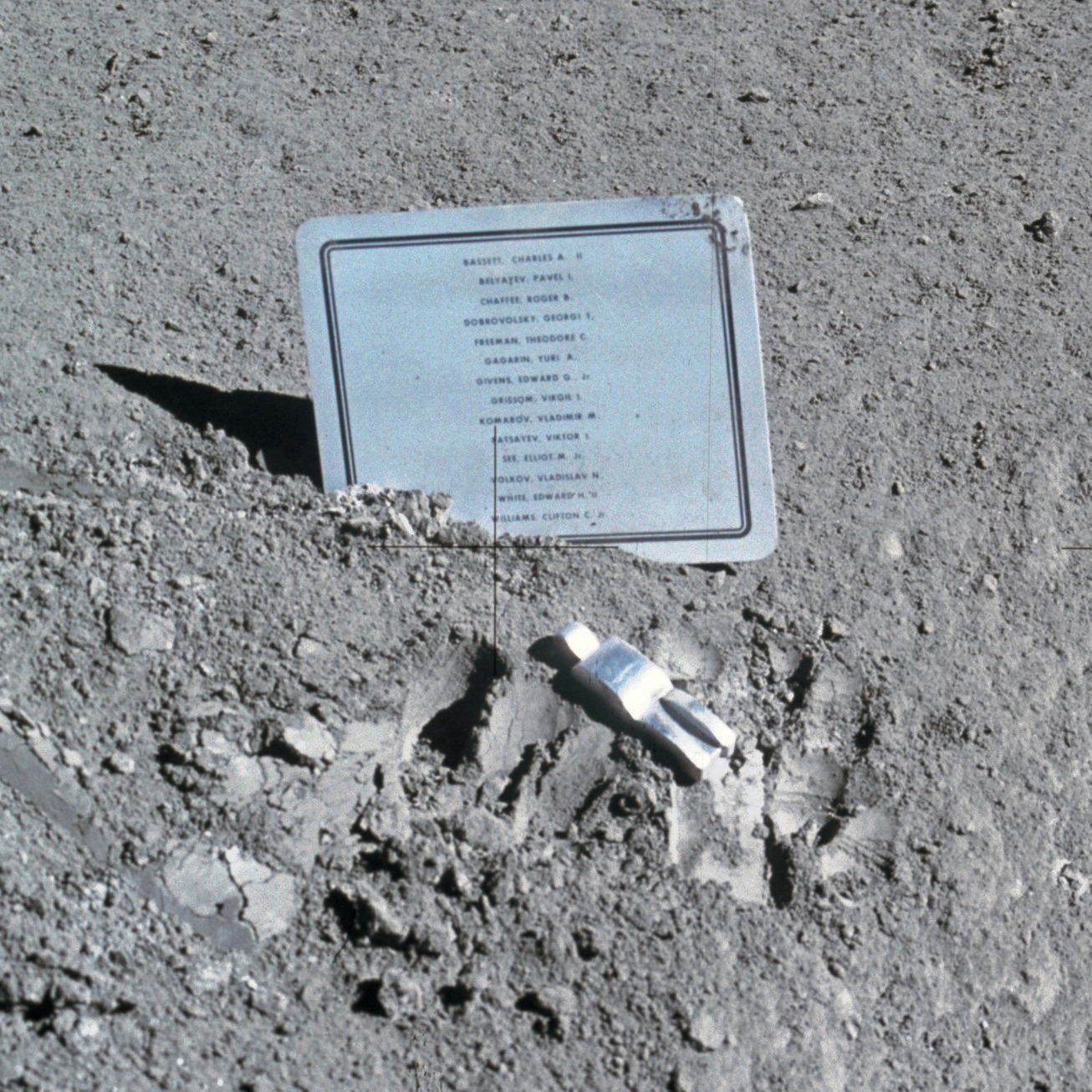
«Павший астронавт» (1971) — алюминиевая скульптура, изображающая астронавта в скафандре, лежащего навзничь на Луне. Рядом с нею воткнута в грунт табличка, увековечивающая имена 8 астронавтов США и 6 космонавтов СССР, к тому времени погибших или умерших

Космическое искусство — направление современного искусства, возникшее как реакция на освоение человеком просторов космоса. Работы художников данного направления сконцентрированы вокруг тематики астрономии и космонавтики. Космическое искусство зародилось в конце 1950-х годов. Окончательно сформировалось в 1982 году, с момента образования Международной ассоциации астрономических художников.
Различается два направления: реалистичное представление, которое стремится включить как можно больше всей доступной информации о представленном объекте, и импрессионистическое представление, для которого астрономические объекты являются источником вдохновения, но которое не стремится обеспечить точное представление деталей.

## Живопись
Хотя художники давно занимались искусством, в котором изображались астрономические объекты, жанр космического искусства зародился вместе с обретением человечеством возможности увидеть космос при помощи новых технологий и обретения возможности проникнуть в него. Каким бы ни был стилистический путь, художник, как правило, пытается донести идеи, так или иначе связанные с пространством, часто включая понимание бесконечного разнообразия и необъятности Вселенной.
В СССР ведущим космическим художником являлся Андрей Соколов, который начиная с 1957 года, года запуска первого искусственного спутника Земли, полностью сосредоточился на теме космоса.
Рисунки темперой на картоне и полотна, написанные маслом на холсте, отличает подробная пропись деталей конструкции космических кораблей, пейзажей, космических явлений. Некоторые его полотна представляют собой как бы сериалы: этапы строительства космической станции, высадка на Луне, Марсе, Венере, спутниках планет. Начиная с 1965 года соавтором Соколова стал космонавт Алексей Леонов. В 1990-х годах Соколов создал несколько совместных работ с американским художником Робертом Макколлом.
Полотна Соколова выставлялись в Смитсоновском институте (США), в Дрезденской галерее (Германия), в музеях Берлина, Токио, Минска, многих городов России.
В США художники Чесли Боунстелл, Люсьен Рудо, Дэвид А. Харди и Людек Пешек были одними из главных художников в первые годы существования жанра, активно участвовавших в визуализации программ по исследованию космоса с участием астрономов и экспертов в области ракетостроения, стремившихся распространить свои идеи на более широкую аудиторию американцев.
Второй руководитель НАСА, Джеймс Уэбб, инициировал программу космического искусства при агентстве НАСА спустя четыре года после основания самой организации.

## Архитектура
В архитектуре «космический стиль» повлиял не только на особенности отделочных материалов: в основном это шлифованные гладкие металлические поверхности и стекло, но и на особую форму зданий. Наиболее характерным это оказалось для зданий утилитарной направленности. В СССР можно отметить такие примеры «космического модернизма», как здание Музей АЗЛК, построенное в форме классической «летающей тарелки», Казанский государственный цирк, Дворец игровых видов спорта (Екатеринбург) и Институт научно-технологических исследований и развития (Киев).

## Международная ассоциация астрономических художников
Главной организацией и единственной в мире гильдией, занимающейся созданием космического искусства, является Международная ассоциация астрономических художников (IAAA), состоящая из более чем 120 членов.
Члены IAAA создают космическое искусство во многих формах от традиционной живописи до цифровых работ и трёхмерной скульптуры в невесомости. Многочисленные обложки книг и журналов, киноэффекты или художественные изображения, иллюстрирующие новейшие астрономические открытия, сделаны членами IAAA.

## Фотография
Космос содержит много источников визуального вдохновения, которое активно распространялось и распространяется через массовую культуру. Первые фотографии Земли со спутников и пилотируемых миссий «Аполлон» стали толчком для многих творческих личностей на планете. Фотографии, сделанные исследователями на Луне, делились опытом пребывания в другом мире. Знаменитая фотография «Столпы Творения» космического телескопа Хаббла и другие его фотографии часто вызывают интенсивные отклики у зрителей, например изображения планетарных туманностей.

## Художники
- Андрей Соколов
- Алексей Леонов
- Игорь Шалито
- Чесли Боунстелл
- Пол Калли
- Роберт Макколл
- Дон Диксон
- Боб Эглтон
- Сидни Джэй Мид
- Люсьен Рюдо
- Людек Пешек
- Джон Харрис
- Юрий Швец